# Российским немцам — жертвам репрессий в СССР
«Российским немцам — жертвам репрессий в СССР» — памятник в городе Энгельсе Саратовской области. Открыт 26 августа 2011 года.
Мемориал состоит из двух фигур, изображающих взрослого человека и юношу, а также чёрной вертикальной плоскости «символизирующей границу между жизнью до депортации и после неё». Автор композиции — энгельсский скульптор Александр Садовский.
На левой стороне памятника помещена цитата из Гёте: «Кто жил, в ничто не превратится! Повсюду вечность шевелится Причастный бытию блажен! Оно извечно…».
На фронтальной части основания памятника приведены слова Александра Солженицына о живучести немцев в любых условиях, о силе их духа и трудолюбии. На левой части основания — слова Гёте о том, что любые жизненные события достойны памяти, которая жива без оглядки на общественное мнение и на рукотворные памятники. На правой — слова-сожаления о человеческой забывчивости. На стеле надпись: «Российским немцам — жертвам репрессий (1920—1930 гг.), депортации (1941 г.) в Сибирь и Казахстан, погибшим на фронтах Великой Отечественной войны, в рабочих колоннах (1941—1945 гг.) и на спецпоселении (1945—1955 гг.)».
Открытие памятника вызвало общественные дискуссии и протестные настроения, как среди общественных деятелей, так и среди политических сил. Противникам возведения мемориала казалась спорной формулировка названия памятника, утверждающая, что погибшие во время Великой Отечественной войны являлись жертвами советских репрессий., основные противоречия вызвала подпись к монументу — «Российским немцам — жертвам репрессий в СССР». Представители общественности рекомендовали фразу отредактировать с исключением слова «репрессии», но сохранив только слово «депортация», 13 июля 2011 года в Энгельсе по этому поводу проходили общественные слушания. Но когда до открытия памятника осталось несколько дней, разразился скандал, так как фраза осталась, а подрядчик отказался вносить в неё изменения, в связи со сжатыми сроками открытия памятника. Тем не менее, торжественные мероприятия прошли без эксцессов.